# Miloš Vele
Miloš Vele (* 27. února 1962 Jablonec nad Nisou) je český politik a podnikatel, od roku 2022 primátor města Jablonec nad Nisou (předtím v letech 2010 až 2018 místostarosta města / náměstek primátora a v letech 2019 až 2022 radní města), člen ODS.

## Život
Absolvoval základní školu v Jablonci nad Nisou a střední strojní a elektrotechnickou školu v Liberci se zaměřením na energetiku. Následně vystudoval Fakultu elektrotechnickou Českého vysokého učení technického v Praze (získal titul Ing.).
Po roce 1989 začal soukromě podnikat, v roce 1992 založil obchodní a montážní společnost. Od února 2019 působí jako předseda představenstva akciové společnosti TELMO, která se zabývá projektováním, instalací a následnou servisní podporou bezpečnostních a informačních systémů.
Miloš Vele žije ve městě Jablonec nad Nisou. Je ženatý, má dva syny.

## Politické působení
Od roku 2005 je členem ODS. V komunálních volbách v roce 2010 byl za tuto stranu zvolen zastupitelem města Jablonec nad Nisou. Následně se v listopadu 2010 stal místostarostou města pro oblast financí a majetku města. Ve volbách v roce 2014 mandát zastupitele města obhájil. V listopadu 2014 se opět stal náměstkem primátora pro ekonomiku a majetek.
V komunálních volbách v roce 2018 byl znovu zvolen zastupitelem města, a to z pozice lídra kandidátky ODS. Stal se však opozičním zastupitelem, a tak skončil v radě města. Nicméně už v září 2019 byl zvolen opět radním města. Ve volbách v roce 2022 byl opět lídrem kandidátky ODS a stal se zastupitelem města. Následně se v říjnu 2022 stal primátorem města Jablonec nad Nisou, když jeho ODS uzavřela koalici s Piráty, uskupením „Společně pro Jablonec“ (tj. Zelení, KDU-ČSL a nezávislí kandidáti) a Starosty pro Liberecký kraj. Ve funkci vystřídal stranického kolegu Jiřího Čeřovského.
V krajských volbách v roce 2012 kandidoval za ODS do Zastupitelstva Libereckého kraje, ale neuspěl. Stejně tak ve volbách v roce 2016.
Ve volbách do Poslanecké sněmovny PČR v roce 2017 kandidoval za ODS v Libereckém kraji, ale neuspěl.